# Райхард (Пфалц-Зимерн-Спонхайм)
Райхард фон Пфалц-Зимерн-Спонхайм (на немски: Reichard von Pfalz-Simmern; * 25 юли 1521, Зимерн; † 13 или 14 януари 1598, Равенгирсбург, погребан в Зимерн) от фамилията на Вителсбахите, е от 1569 до 1598 г. пфалцграф и херцог на херцогство Зимерн, една секундогенитур на Курпфалц.

## Живот
Син е на пфалцграф Йохан II фон Зимерн (* 1492; † 1557) и Беатрикс фон Баден (* 1492; † 1535), дъщеря на Христоф I фон Баден, маркграф на Баден (* 1453; † 1527). По-малък брат е на курфюрст Фридрих III (* 1515, † 1576).
Райхард е определен за духовническа кариера. През 1528 г. на седем години се записва да следва в университета на Кьолн. След това следва в университетите на Орлеан и Льовен. От 1528 г. той е каноник в различни градове. От 1553 г. кандидатства три пъти за епископ, но не е избран и през 1569 г. се отказва от духовничеството. През 1569 г. той наследява херцогството Пфалц-Зимерн, което е управлявано от умрелия му брат Георг (* 1518, † 17 май 1569). Малкото му херцогство има големи финансови проблеми.
След смъртта на брат му курфюрст Фридрих III през 1576 г. той става съветник на племенника си курфюрст Лудвиг VI, който управлява до 1583 г.
Херцог Райхард получава от 1594 г. няколко мозъчни удара и умира през нощта от 13 към 14 януари 1598 г. Погребан е на 7 февруари 1598 г. в построения от него монументален гроб в църквата Св. Стефан в Зимерн. Наследен е от племенника му Фридрих IV.

## Фамилия
Херцог Райхард се жени три пъти.
Първи брак: на 30 юли или на 30 август 1569 г. с графиня Юлиана фон Вид (* 1545, † 30 април 1575), дъщеря на граф Йохан IV фон Вид. Те имат четири деца, които умират малки. Юлиана умира при раждането на четвъртото си дете.
- Юлиана (1571 – 1592)
- Катерина (1573 – 1576)
- син (1574)
- син († 30 април 1575)

Втори брак: на 29 май 1578 г. с херцогиня Емилия фон Вюртемберг (* 19 август 1550, † 4 април или 4 юни 1589), дъщеря на херцог Кристоф от Вюртемберг. Този брак е бездетен.
Трети брак: на 14 декември 1589 г. с 18-годишната пфалцграфиня Анна Маргарета фон Пфалц-Велденц (* 17 януари 1571, † 1 ноември 1621), дъщеря на граф Георг Йохан I фон Пфалц-Велденц. Бракът е бездетен.